# Atrichopogon cristatus
Atrichopogon cristatus är en tvåvingeart som beskrevs av Hao och Yu 1998. Atrichopogon cristatus ingår i släktet Atrichopogon och familjen svidknott. Inga underarter finns listade i Catalogue of Life.